# Leucania lineatipes
Leucania lineatipes är en fjärilsart som beskrevs av Moore 1881. Leucania lineatipes ingår i släktet Leucania och familjen nattflyn. Inga underarter finns listade i Catalogue of Life.